# Radomyšl

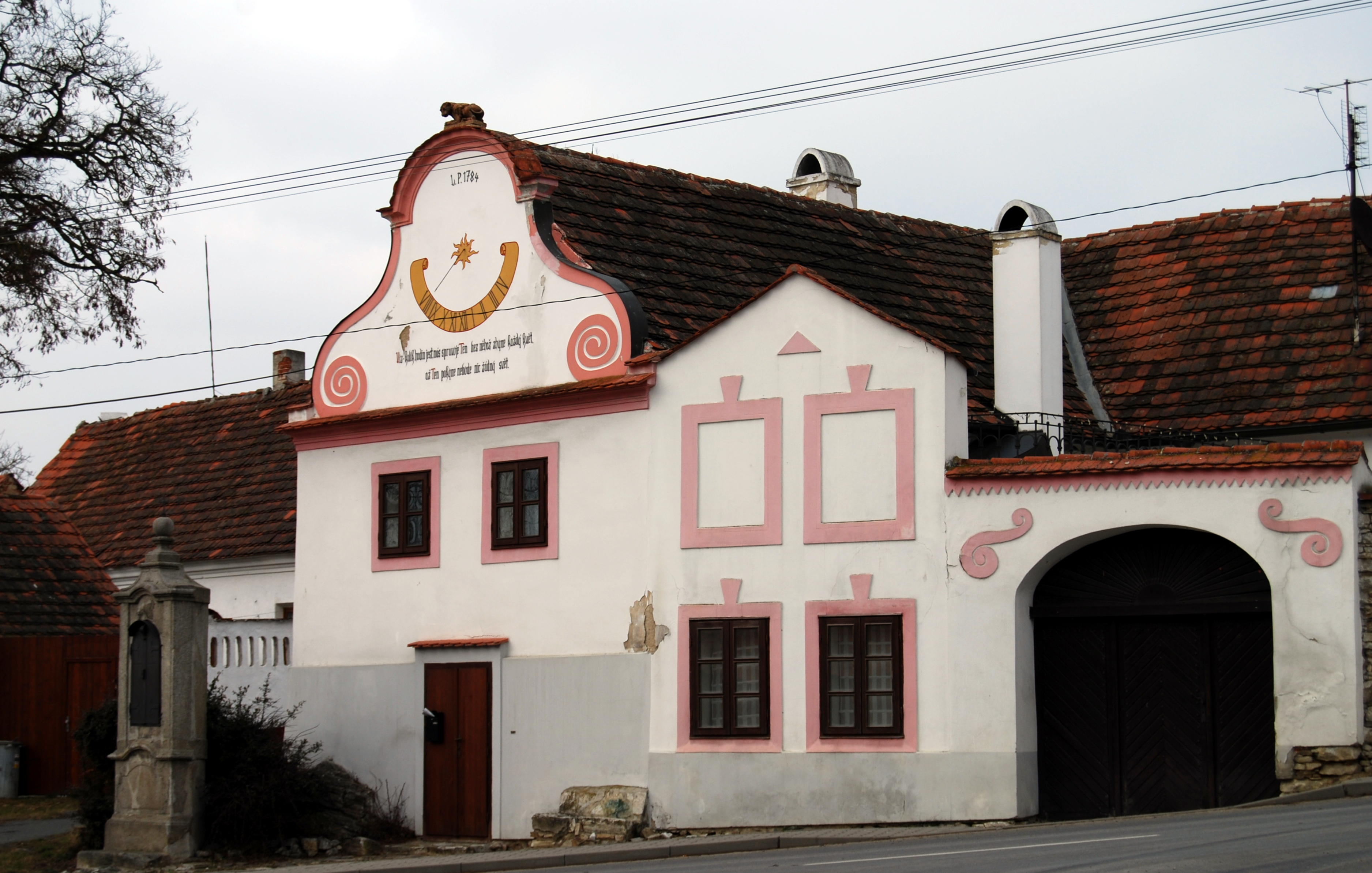

Radomyšl mezőváros (městys) Csehország Dél-csehországi kerületének Strakonicei járásában. Területe 25,2 km², lakosainak száma 1183 (2008. 12. 31). A falu Strakonicétől mintegy 7 km-re északra, České Budějovicétől 55 km-re északnyugatra, és Prágától 93 km-re délnyugatra fekszik.
A település első írásos említése 1284-ből származik. Az önkormányzatot 2005-ben az év falujának nyilvánították.  2006. október 10-től a település megkapta a mezővárosi rangot.

## Látnivalók
- A 12. századból származó szent Márton templom
- A barokk stílusú Keresztelő János templom

## Itt született
Norbert Fabián Čapek (1870 – 1942) unitárius gondolkodó.

## Népesség
A település népessége az elmúlt években az alábbi módon változott:
| Lakosok száma | 1565 | 1573 | 1512 | 1165 | 1167 | 1163 | 1324 | 1341 | 1317 | 1365 |
|               | 1869 | 1890 | 1921 | 1950 | 1980 | 2001 | 2017 | 2019 | 2022 | 2024 |